# Caballo Polo Argentino
El Caballo de Polo Argentino  es una raza de caballo desarrollada en Argentina para la práctica del polo.

## Historia
Los ingleses introdujeron el polo en la República Argentina en 1890 importando caballos para jugar a dicho deporte.
Los argentinos se inclinaron rápido al juego y en la década de 1920 muchos jugadores reconocidos empezaron a usar únicamente caballos "Criollos" para tal fin.
Con el paso del tiempo el juego se hizo más veloz y ágil y comenzó a requerir caballos más dóciles. Los "criollos" son fuertes, resistentes y ágiles pero a pesar de su agilidad, sin embargo, no eran lo bastante rápidos para el polo moderno. Por estas razón comenzó a utilizarse para la práctica de este deporte el "pura sangre" de carrera inglés.
Finalmente a fin de resolver el problema de la agilidad, docilidad y velocidad en un mismo caballo, se optó por cruzar yeguas "criollas" argentinas con sementales del "pura sangre" inglés, como resultado nacieron los veloces caballos que hoy en día vemos en los distintos torneos que se disputan en los campos de polo del mundo.
Dado que se criaba esta "raza" desde principios del siglo XX en el país, se fundó así la "Asociación de Criadores" (por iniciativa de los hermanos Alberto y Horacio Heguy con el objetivo de institucionalizar a la raza Polo Argentino) en el año 1984, más precisamente el 8 de agosto. En ese momento se la empezó a considerar lo que hoy ya es raza Polo Argentino. Hoy en día es la Asociación Argentina de Criadores de Caballos de Polo la que maneja el registro de la raza Polo Argentino.
El caballo de Polo Argentino no siempre es bello ya que se cría más por su agilidad y destreza que por su belleza. Tiene el cuello largo, el cuerpo esbelto, y los cuartos y extremidades fuertes para soportar la exigencia de este deporte.
Tal es la relevancia que tiene en el deporte, que tanto criadores como jugadores han buscado la manera de perpetuarlas a través de las generaciones. El avance y la efectividad en la tecnología embrionaria hace que hoy en día el 40% (aprox.) de la caballada de los polistas de alto handicap haya nacido de esta forma***. A grandes rasgos, esta técnica consiste en extraer del útero de la yegua madre (“jugadora” de polo) su embrión e implantarlo en otra hembra, de manera de preservar las características físicas y concebir descendientes de categoría valiosa sin dejar inactiva a la yegua madre.

## Características del Polo Argentino
```
  * Altura media: 1,56 metros.
  * Distancia entre patas: 142cm.
  * Tamaño del lomo: 100cm.

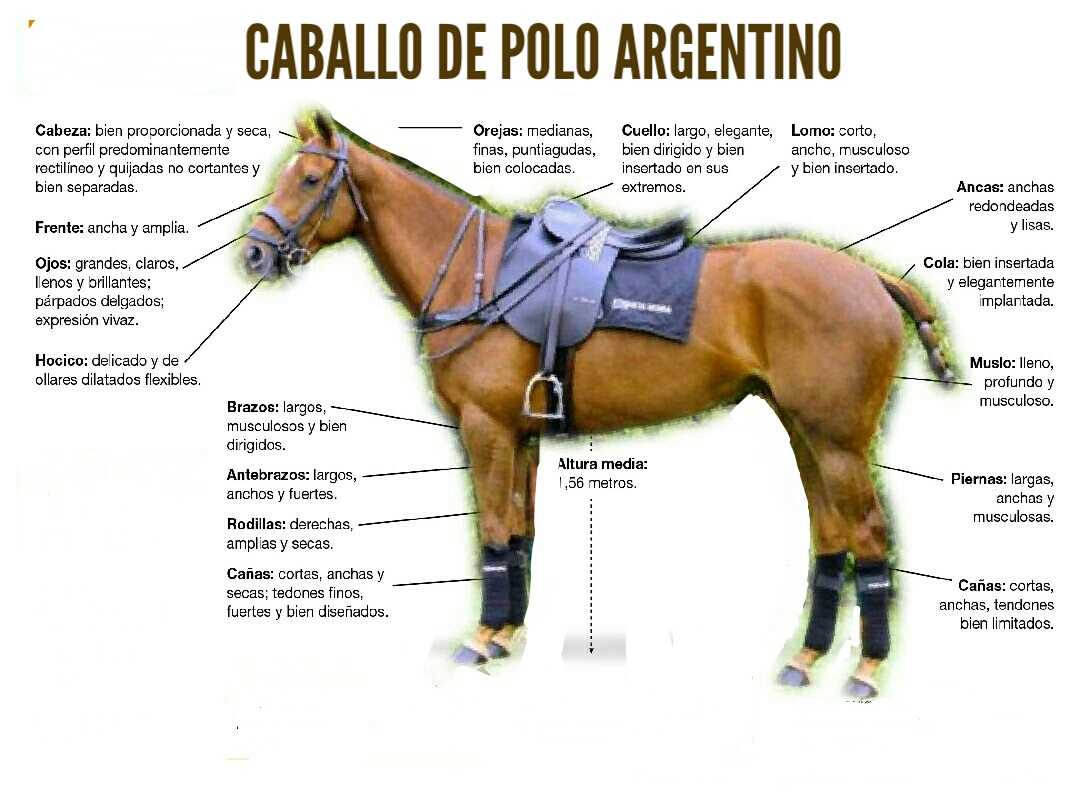
Diagrama

  * Peso medio: 400 a 500 kilogramos.
  * Forma: anatomía gruesa, musculosa y profunda.
  * Contextura física: esqueleto fuerte.
```

CABEZA Y CUELLO
```
  * Cabeza: seca y bien proporcionada, rectilínea y quijadas bien separadas y no cortantes.
  * Frente: amplia y ancha.
  * Ojos: claros, grandes, llenos y brillantes, párpados delgados.
  * Orejas: medianas, finas, puntiagudas.
  * Hocico: delicado y de ollares dilatados y flexibles.
  * Cuello: largo, elegante, bien dirigido y bien insertado en sus extremos.
  * Ángulo del cuello: 32,8°
```

MIEMBROS ANTERIORES
```
  * Paletas: Largas, inclinadas y bien musculosas.
  * Brazos: Largos, musculosos y bien dirigidos.
  * Antebrazos: Fuertes, largos y anchos.
  * Rodillas: Derechas, amplias y secas.
  * Cañas: Cortas, anchas y secas; tendones bien diseñados y finos.
  * Nudos: Fuertes, derechos, secos y amplios.
  * Cuartillas: Oblicuas, medianas (más o menos 45°), fuertes y lisas.
```

MIEMBROS POSTERIORES
```
  * Muslo: Profundo, lleno y musculoso.
  * Babilla: Ampla, fuerte y saliente.
  * Piernas: Largas, anchas y musculosas.
  * Garrones: Profundos, derechos, amplios, secos y lisos.
  * Cañas: Anchas, cortas y tendones bien limitados.
  * Nudos: Amplios, fuertes y secos.
  * Cuartillas: Medianas, oblicuas (más o menos 50°), fuertes y secas.
[
4
]
```

## Usos de la raza
El caballo Polo Argentino es utilizado en torneos de polo en todo el mundo. En la República Argentina se los puede ver mostrando sus cualidades inigualables en los principales torneos del país que son entre otros:
```
  * CAMPEONATO ARGENTINO ABIERTO DE PALERMO
  * CAMPEONATO ABIERTO HURLINGHAM CLUB
  * COPA CÁMARA DE DIPUTADOS
  * ABIERTO DE TORTUGAS
  * ABIERTO DEL JOCKEY CLUB
```

## Grandes Campeones de la raza Polo Argentino - Rural de Palermo

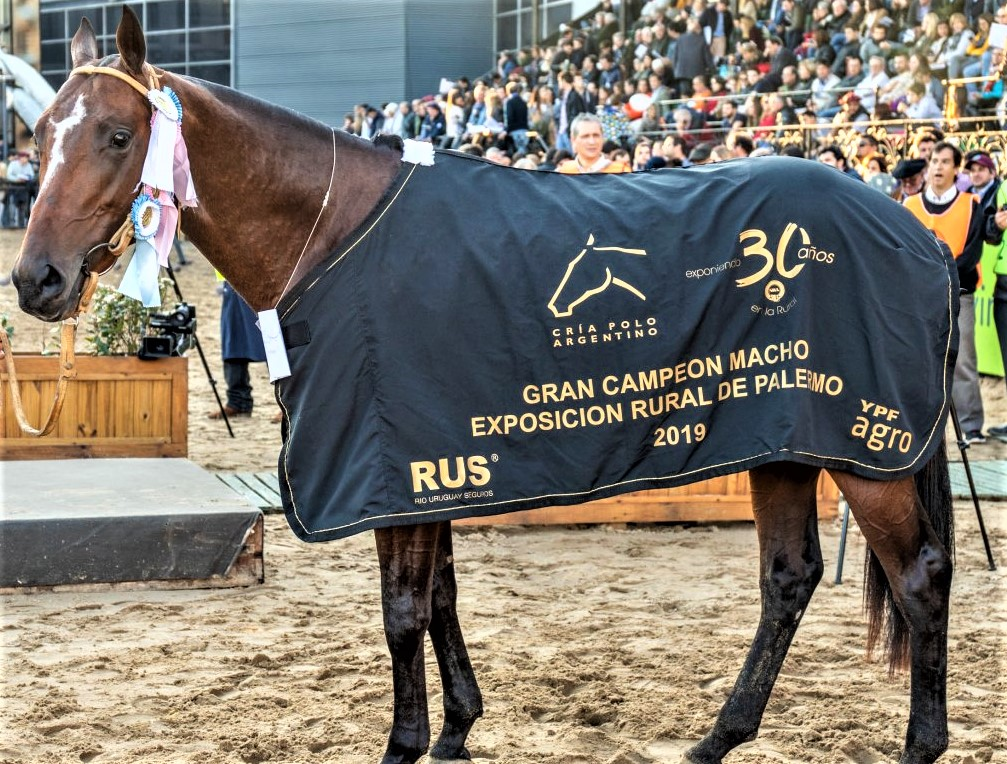
Uno de los caballos campeones de Palermo

A continuación se muestra un listado con los grandes campeones de la raza Polo Argentino a partir de 2004.

Se indica:

*Año en el que salió campeón
*Producto (nombre del caballo)
*Nombre del Padre
*Nombre de la Madre
*Denominación  del Criador
*Denominación del Propietario

## Reproducción
En la República Argentina se emplean distintas técnicas para reproducir ejemplares de Polo Argentino.
- Reproducción natural: apareamiento de un macho con una hembra por medio de la copulación.

- Transferencia embrionaria: consiste en extraer el embrión del útero de una yegua de Polo Argentino de características deseables e introducirlo en el mismo de otra receptora, en la cual ocurre la gestación, el parto y que criará al potrillo hasta el momento del destete. Comenzó a usarse esta técnica en la República Argentina en la década del 90, sirviendo esto para la mejora de razas y pudiéndose hasta elegir el sexo de su futura cría (Se usa la tecnología PCR, por sus siglas en inglés - Reacción en Cadena de la Polimerasa, o fotocopiadora de genes, que permite hacer una biopsia embrionaria y determinar el sexo de los embriones antes de transferirlos a la yegua para generar una cría del sexo buscado). Importantes caballos Polo Argentino (muchos de ellos ganadores de importantes distinciones) han sido obtenidos por esta técnica.

- Clonación: se define como el proceso por el que se consiguen, de forma asexual, copias idénticas de un caballo. La definición de clonar en caballos consiste en utilizar el núcleo, que es donde está toda la información genética de un animal o prácticamente toda, para formar un nuevo individuo con exactamente la misma carga nuclear, sacando el núcleo de otra célula y colocando el que se quiere clonar. Es una técnica muy nueva a nivel mundial, empleándose en la reproducción del Polo Argentino desde hace unos pocos años. Es una técnica de muy baja eficiencia que aún sigue en proceso de mejora. Los clones de Polo Argentino han causado divergencias en el ambiente del polo. Los costos para clonar son muy elevados (desde el millón en adelante, en dólares) y no hay garantías absolutas de que el caballo Polo Argentino que nazca tenga la misma calidad deportiva que su progenitor. El primer caballo de Polo producido y nacido en Argentina, fue logrado por la Facultad de Agronomía de la Universidad de Buenos Aires. Ya hay algunas empresas en la Argentina que avanzan en esta técnica que se perfecciona cada día un poco más y se avizora como una rama más en la cría del Polo Argentino. Show Me es la primera yegua clonada que juega al polo en la Argentina. En realidad fue la primera yegua en hacerlo en el mundo, ya que con Lucas Criado participó en las dos últimas temporadas de Estados Unidos, en las competencias para equipos de hasta 22 goles de handicap. La yegua pertenece al criador norteamericano Charly Amstrong y fue importada a la Argentina por la empresa Doña Sofía, quienes actualmente se la prestan a Adolfo Cambiasso. El líder de La Dolfina, ya cuenta con una cantidad importante de Polo Argentino clonados algunos famosos como Small Persons, Aiken Cura, Colibrí y Cuartetera.[5] Silvina Luna fue la primera yegua de Polo Argentino clonada en el país. Fue creada por la empresa nacional Kheiron, por encargo de su dueño, el polista Sebastián Merlos.[6]

## Ranking de criadores de la raza Polo Argentino
A continuación se muestra un listado con el ranking de criadores de la raza Polo Argentino a partir del año 1993. Este ranking se obtiene de la sumatoria de puntos obtenidos por cada criador en distintas exposiciones principalmente. Se informa el criador campeón por año

## Doma
Antes de salir a la cancha por primera vez, los caballos de polo son entrenados con un proceso particular de doma, que tiene como objetivo principal dejar al animal apto para la práctica del polo.

Por doma se entiende al período de tiempo durante el cual un caballo es amansado, adiestrado y entrenado. En este proceso entran en juego tres grandes factores: el animal, con sus características propias (tanto su genética, como su carácter), el domador (con su estilo), el entorno donde se encuentra (vive y entrena).
Será fundamental el vínculo y la confianza entre caballo y domador para obtener los resultados esperados: convertir estos animales en caballos dóciles, ágiles, fuertes, resistentes y totalmente aptos.

No hay una única técnica de doma, sino varias y han ido variando de acuerdo con el tiempo, la experiencia de cada domador y su forma de encarar el tema. En los últimos años se ha evolucionado de una “doma tradicional” hacia una “racional o inteligente” en la que se busca la obtención de resultados sin recurrir a la fuerza, trabajando aspectos más ligados al carácter del animal y de acuerdo al propio animal, el cual es analizado profundamente, esto quiere decir que no hay una receta única.
```

```

La duración del proceso de doma dependerá fundamentalmente de la actitud del animal, aunque se estima que la doma de un caballo de polo tipo lleva, por lo general, un promedio de seis meses. Sin embargo, algunos domadores comienzan a trabajar en el caballo desde el destete. Este proceso de "pre-doma" duraría hasta cerca ce los tres años del animal, momento en el cual se puede pasar a la doma propiamente dicha.

Dependiendo del domador, el proceso de doma presenta diferentes etapas. No obstante, por lo general, abarca las siguientes:
- El proceso comienza con el amansamiento del caballo a fin de iniciar el contacto con su domador. Puede realizarse cuando el potrillo tiene unos pocos meses o, directamente, cuando el caballo ya está "palenqueado".
- Cuando este vínculo está consolidado, se inicia el proceso de doma basado en la enseñanza de los movimientos del polo. Se entrena al animal para que aprenda a frenar, los cambios de ritmo, a doblar, a recular, a entender la presión de las piernas del jinete sobre sus flancos, a trabajar en equipo y a reconocer el campo de juego como un área de placer.
- Hacia la mitad de la doma, se le enseña también a familiarizarse con los elementos del deporte: el taco, la bocha, el uso de las riendas, del bocado, etc. De acuedo con el tipo de caballo de polo que se quiera (por ejemplo, uno que pueda "arrear la pelota, taquear para adelante y llevarla de revés"[11]) también se taquéa.

Durante este proceso de adiestramiento físico, el domador también va trabajando el carácter del animal para que este entienda que él y el jinete son un todo, pierda los miedos, gane confianza y entienda lo que se le va a pedir en el rectángulo de juego.
Particularmente, en la doma "inteligente"  sobresalen las caricias y el buen trato. Para eso, es fundamental contar con un caballo sano, bien alimentado, descansado y cuidado veterinariamente.
De todas formas, es importante tener en cuenta que las aptitudes de un caballo para el polo no solo dependen del proceso de doma sino, también, de la herencia del animal y de su conformación física. También es necesario, luego de la doma, realizar un seguimiento al caballo, para asegurarse de que un manejo erróneo no estropee sus cualidades y el aprendizaje realizado.